# 王矩
王矩（?—?），字令式，西晋长沙郡（今湖南省长沙市）人。廣州刺史王毅之子。王機之兄。
王矩姿容俊美，每每出游，观者满路。初为南平郡太守。晋惠帝太安二年（303年），参与讨伐石冰，永兴二年（305年），参与讨伐陈恢有功，升迁广州刺史。将赴职，一人拿着奏表来见王矩，自称京兆杜灵之。王矩问他，回答：“天上京兆，被使召君为主簿。”王矩非常不高兴。至广州一个多月就去世了。
　　